# Renault Zoe
O Renault Zoe é um veículo totalmente elétrico de cinco lugares concebido pela Renault. Este modelo é completamente eléctrico, ou seja, é Zero-Emissões de gases com efeito de estufa. Tem um preço de venda ao público em Portugal de 21750€ adicionando-se 79€ por mês de aluguel de baterias, um dos mais acessíveis da gama Zero-Emissões.

## Concepts

### Renult Zoe City Car (2005)
O conceito Renault Zoe City Car (ou Z17) foi mostrado no Salão Automóvel de Genebra de 2005 com 3 lugares, o veículo aberto de 3,45 m de comprimento foi proposto como um carro focado na cidade. Este conceito não teve nenhuma conexão com o conceito elétrico posterior do Zoe, quatro anos depois.

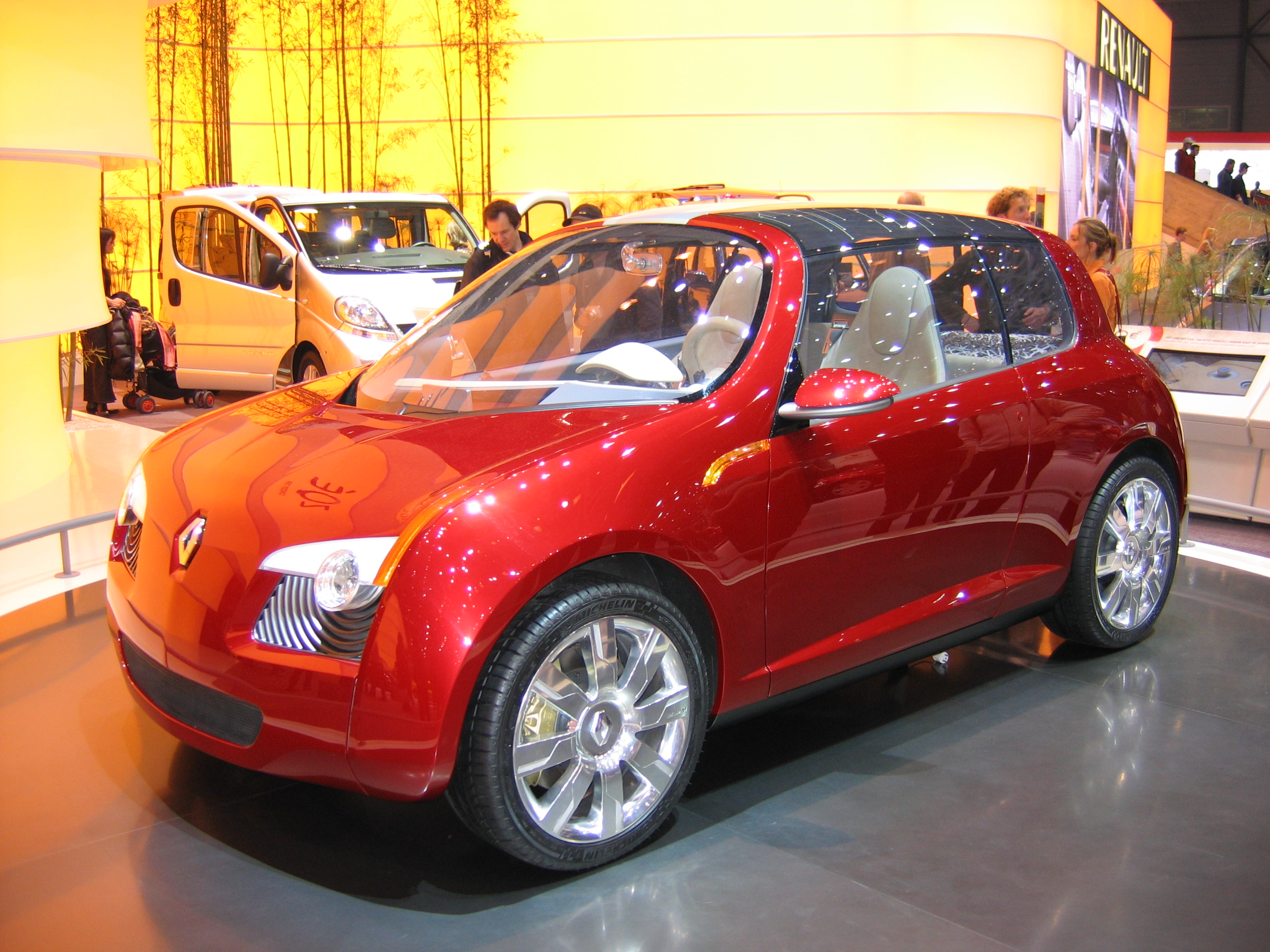
Renault Zoe City Car (2005)

### Zoe Z.E. Concept (2009)
O Renault Zoe Z.E. Concept foi mostrado ao público em 2009 no Salão do Automóvel de Frankfurt para mostrar a visão da empresa para um carro elétrico de tamanho do Renault Clio. Foi alimentado por um 71 kW; Motor elétrico de 96 PS (95 bhp) (montado na frente) e baterias de íon de lítio (sob os bancos). Estima-se que teria uma autonomia de 160 km (99 milhas) e uma velocidade máxima de 140 km / h (90 mph), podendo ser carregada em uma tomada convencional de 230 V ou carregada rapidamente a partir de uma fonte de alta tensão para 80 por cento em apenas 20 minutos. Uma terceira opção inovadora foi trocar as baterias por um novo pacote em um centro Renault Quickdrop. O design foi de forma rasgada, com um telhado transparente, que possui painéis solares que correm o sistema de ar condicionado e as portas de asa de gaivota. Um novo sistema de controle de clima também foi mostrado, desenvolvido com L'Oréal, que poderia pulverizar óleos essenciais no interior para cortar odores nocivos exteriores ou hidratar o interior para evitar a secagem da pele.

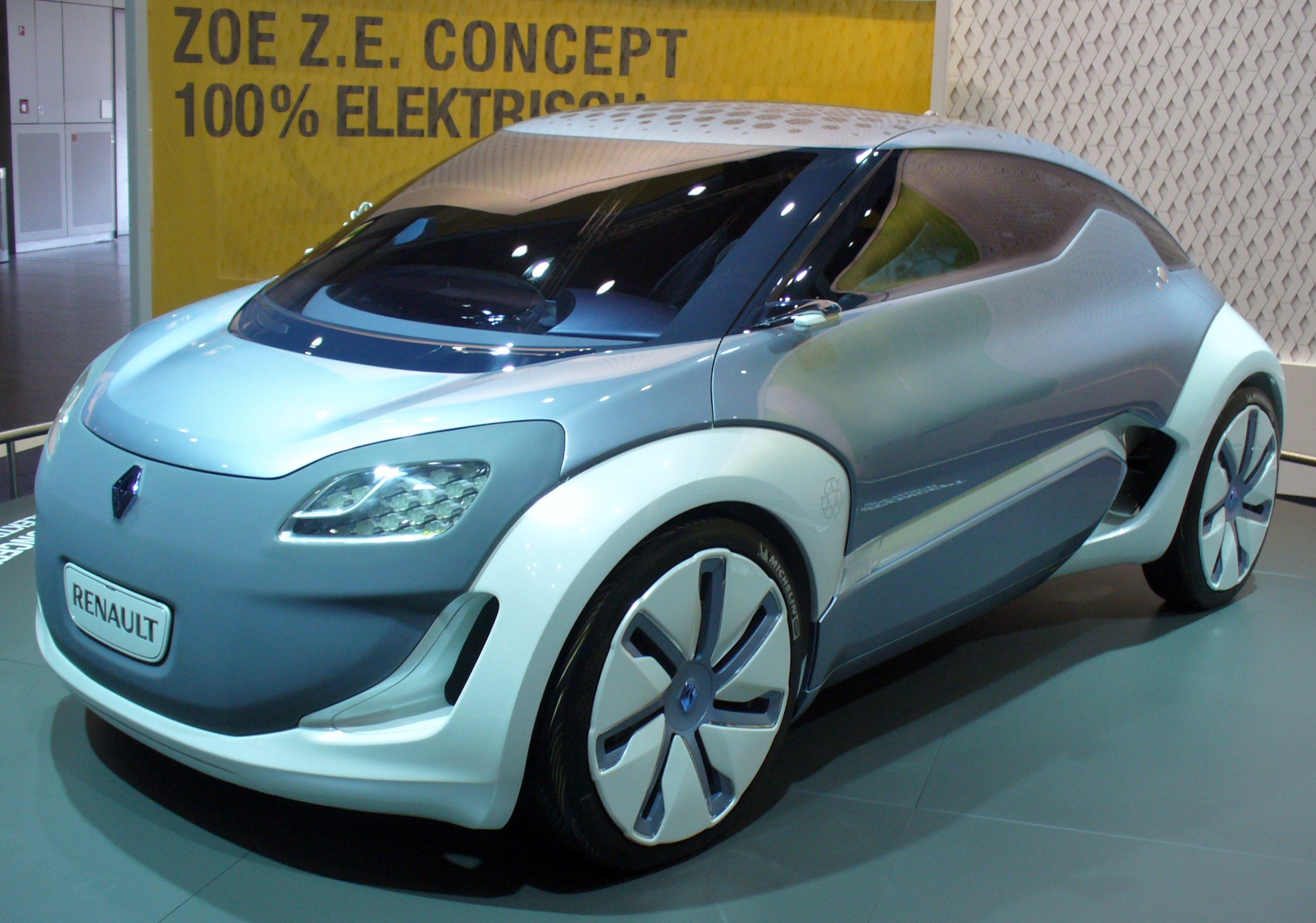
Renault Zoe Z.E. Concept (2009)

### Zoe Preview (2010)

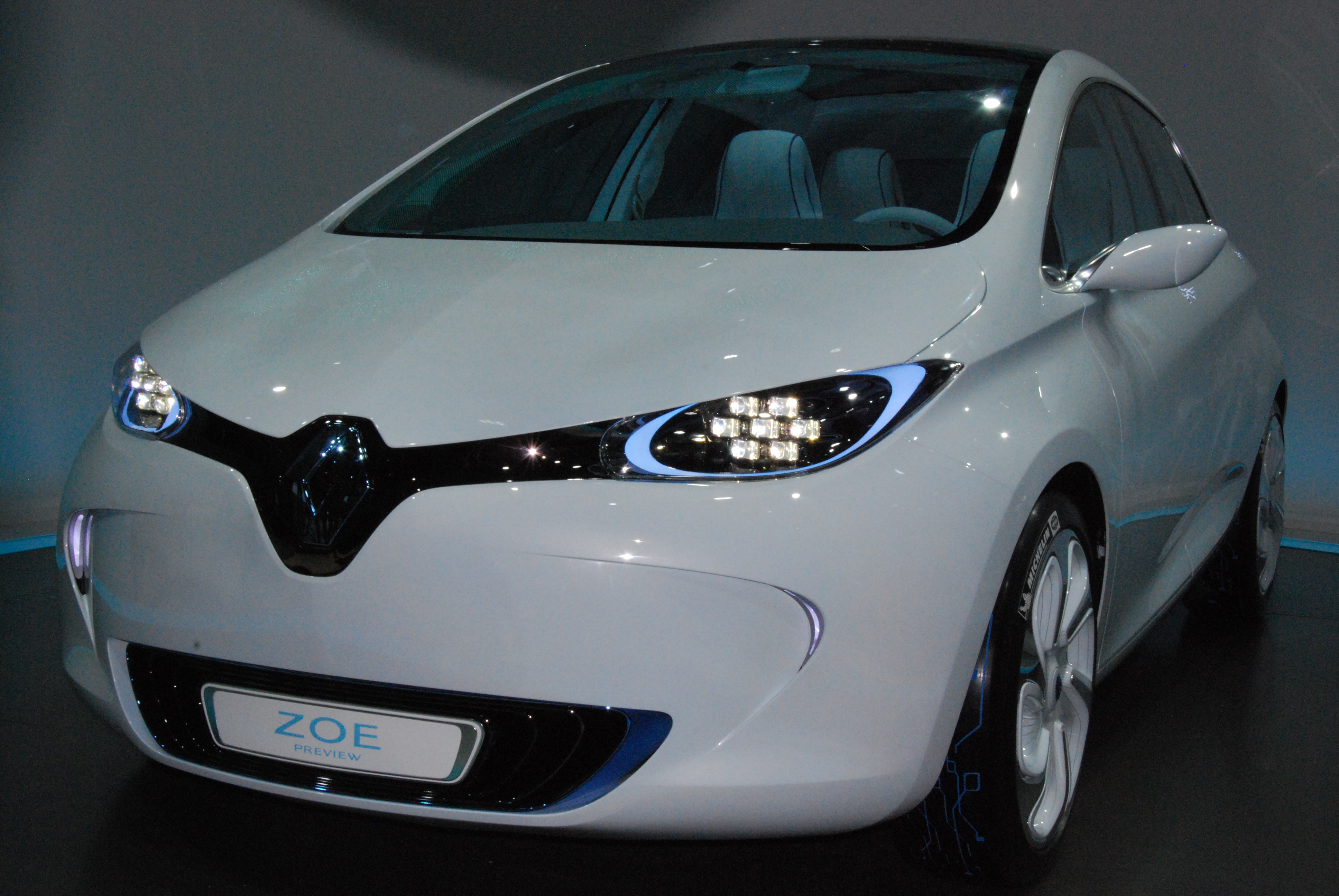
Renault Zoe Preview (2010)

O Zoe Preview, uma versão substancialmente revisada do conceito Zoe, foi mostrado ao público no Paris Motor Show de 2010, e foi reivindicado como uma representação quase definitiva (90% showroom ready) da versão final do carro. Muitas das características de projeto existentes do modelo de conceito de 2009 foram descartadas, como as portas de asa de gaivota. As especificações técnicas mudaram da versão de 2009 com a potência do motor elétrico reduzido para 59 kW; 80 PS (79 bhp), uma velocidade máxima reduzida de 135 km / h (84 mph), mas ainda com uma faixa de 160 km (99 mi). Sugeriu-se que o Zoe ZE fosse avaliado em 15.000 €.

## Especificações

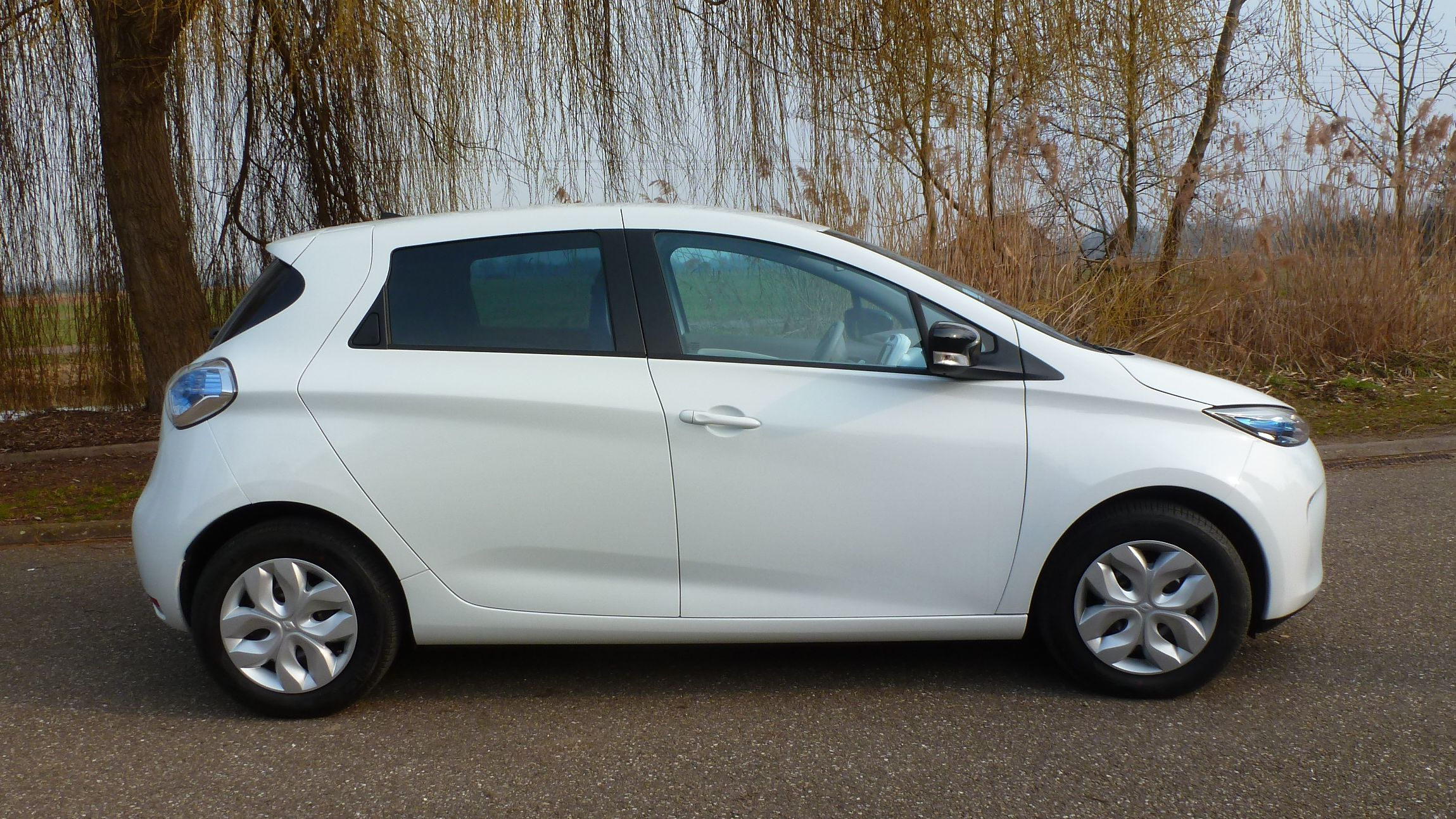
Zoe visto de lado.

A aerodinâmica tem um papel fundamental no desempenho de um veículo Zero-Emissões como é o caso deste modelo da Renault. O Zoe Z.E Concept tem 4,10m de comprimento e é propulsionado por um motor eléctrico de 95cv que desenvolve 226Nm de binário. As jantes de 21 polegadas e as grandes superfícies laterais dão a sensação de tranquilidade para os 4 passageiros que o Zoe pode transportar.
Na traseira, um aileron retráctil aciona-se a velocidades superiores a 90 km/h de forma a melhorar significativamente o desempenho aerodinâmico do Zoe. Esta parte constituinte do Zoe está equipada com LEDs que servem também como luz de paragem.
- O tejadilho tem uma membrana que isola os ocupantes do calor e frio, e permite o controlo da temperatura com recuperação da energia através das células fotovoltaicas do tipo favo de abelha.
- Na frente e na traseira, um escudo de gel de poliuretano protege as luzes que possuem díodos electro-luminiscentes com uma eficiência elevada que emitem uma luz azulada. Esta segunda pele protege estes componentes vulneráveis das pequenas batidas na cidade.
- Existem entradas de ar situadas nas laterais do carro que proporcionam o ar fresco necessário para arrefecer as baterias. O ar é depois extraído através de duas condutas traseiras de grandes dimensões.
- Os espelhos retrovisores são substituídos por câmaras de vídeo de alta eficiência energética que transmitem imagens para um ecrã que substitui o espelho retrovisor mas que proporciona uma visão perfeita e abrangente sem quaisquer tipos de ângulos mortos.
- A abertura das portas é igualmente inovadora proporcionando um acesso facilitado ao interior.

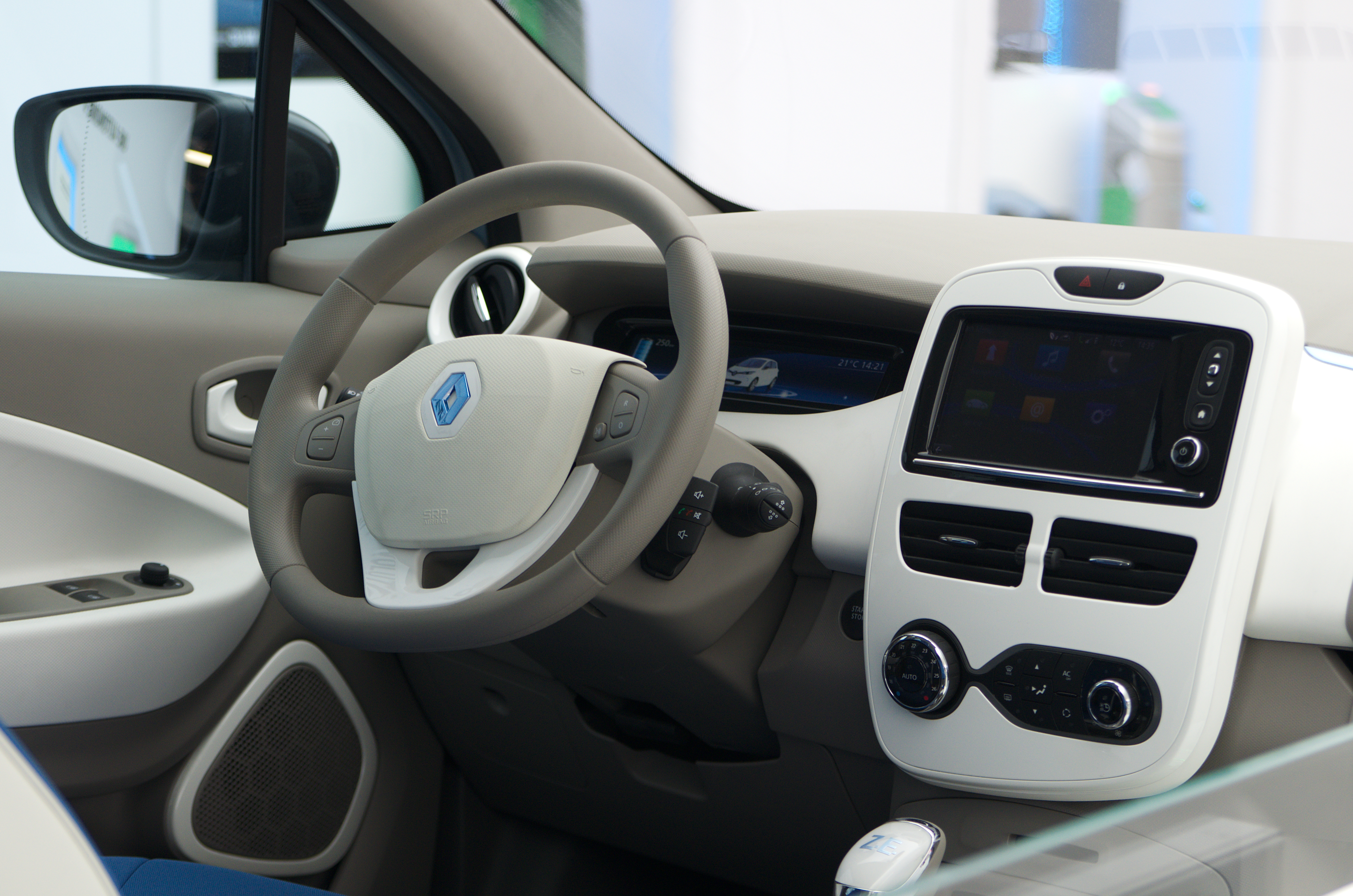
Interior do modelo.

No interior, o painel de instrumentos contribui também de forma decisiva para a sensação de organização do interior.
- Existem sistemas que informam o condutor sobre o tráfego, autonomia e pontos de carregamento mais próximos.
- O sistema de climatização permite filtrar o ar e detectar substâncias tóxicas fechando automaticamente a ventilação. O sistema também pode emitir substancias hidratantes não secando o ar e proporcionando uma sensação de bem-estar, sendo que também pode emitir aromas estimulantes, garantindo assim uma condução relaxante.

O Renault Zoe tem um coeficiente aerodinâmico de 0.25 e atinge os 140 km/h de velocidade máxima.

## Carregamento de baterias

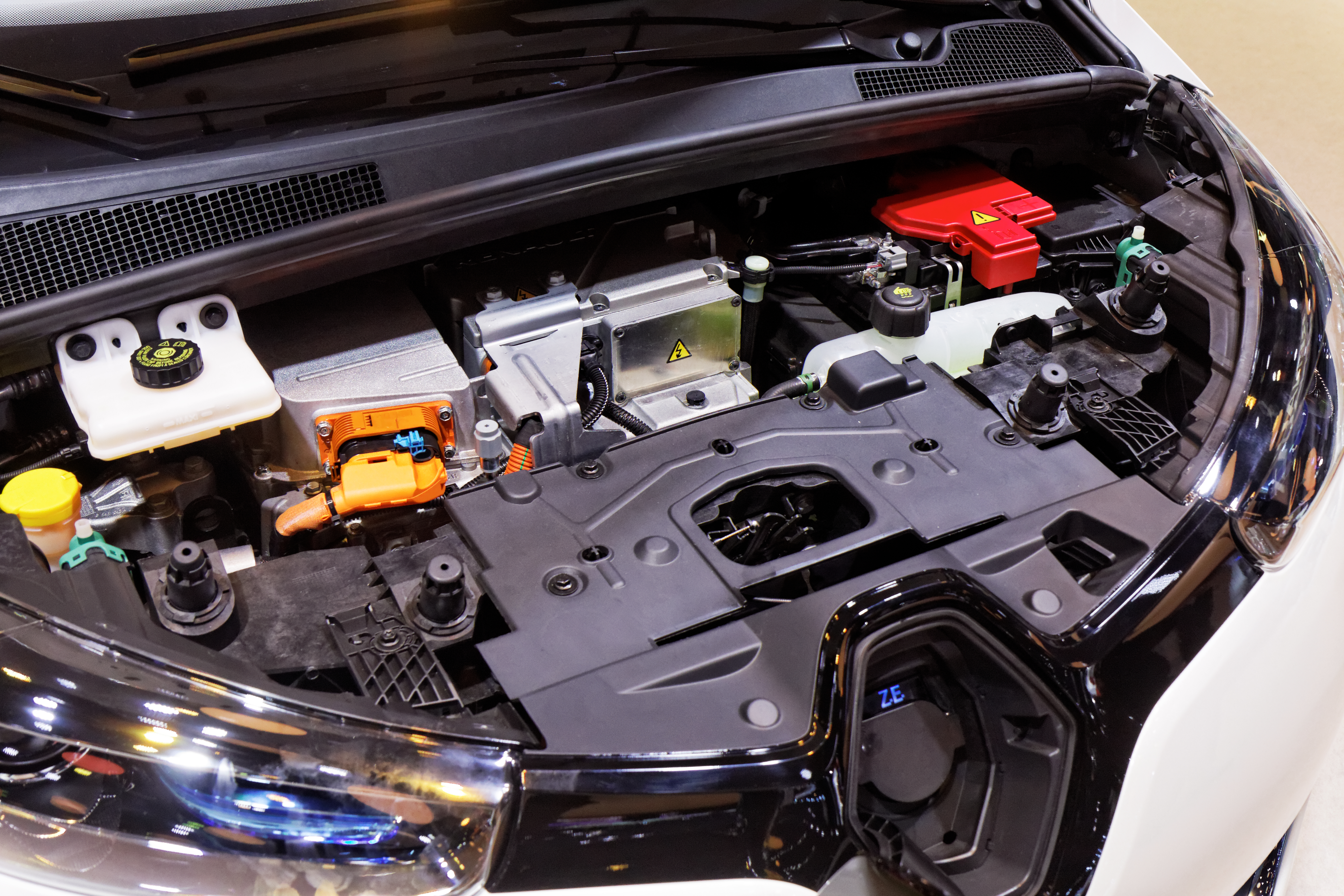
Motor.

Em relação ao carregamento das baterias, este modelo da Renault permite três opções:
- Um carregamento convencional necessitará entre 4 a 8 horas para carregar as baterias.
- Um carregamento rápido carregará em 20 minutos parte das baterias em pontos de carga específicos.
- Existe ainda um método do tipo ‘Quickdrop’ que permite que em apenas 3 minutos as baterias sejam trocadas numa estação de troca de baterias.

As baterias de ions de lítio permitem uma autonomia de 160 km.